# Oxydia intensa
Oxydia intensa là một loài bướm đêm trong họ Geometridae.